# Țegheș
Țegheș – wieś w Rumunii, w okręgu Ilfov, w gminie Domnești. W 2011 roku liczyła 772 mieszkańców.